# Ștefan Petrescu
Ștefan Petrescu (Râmnicu Sărat, 1 de julho de 1931 — 1993) foi um atirador esportivo romeno. Ele foi campeão olímpico na categoria de tiro rápido 25 metros masculino nos Jogos Olímpicos de Verão de 1956 em Melbourne. Dois anos depois, no Campeonato Mundial conquistou a terceira posição.
Petrescu começou a atirar em 1949 e aposentou-se em 1965 para se tornar instrutor de tiro.